# Acid King
Acid King est un groupe américain de stoner metal, originaire de San Francisco, en Californie. Il est formé en 1993 par la frontwoman Lori S., le batteur Joey Osbourne et le bassiste Peter Lucas. Acid King a depuis lors enregistré trois albums studio et trois EP avec différents bassistes.

## Histoire
Le nom du groupe est inspiré par le livre Say You Love Satan. Il est tiré du personnage de Ricky Kasso (en) (surnommé The Acid King) qui commit un meurtre d'inspiration satanique en 1984 à Northport, New York. Acid King joue initialement quelques concerts avec des groupes comme les Melvins, The Obsessed et Hawkwind avant la sortie en 1994 de leur premier EP. Le groupe est présenté dans deux livres, The Encyclopedia of Heavy Metal et le A to Z of Doom, Gothic and Stoner Metal, tous deux publiés en 2003. Le groupe change fréquemment de formation, puis enregistre deux EP et trois albums jusqu'en 2006.
Après neuf ans d'inactivité, au printemps 2015, le groupe publie son quatrième album studio, Middle of Nowhere, Center of Everywhere,. En juillet 2015, ils annoncent leur première tournée américaine en neuf ans. En juillet 2016, ils annoncent leur toute première tournée en Nouvelle-Zélande.

## Style musical
Fortement influencé par les genres traditionnels que sont le doom metal et le rock psychédélique, le groupe a développé et consolidé au long de sa carrière un style musical distinct. Ce style est caractérisé par un tempo lent, des riffs de guitare sous-accordés et fortement saturés, le tout complété par un chant féminin « hypnotique ».

## Membres

### Membres actuels
- Lori S. - guitare, chant, paroles (depuis 1993)
- Joey Osbourne - batterie (depuis 1993)
- Mark Lamb - basse (depuis 2006)

### Anciens membres
- Rafa Martinez - basse (2005-2008)
- Dale Crover - chant additionnel, sur l'album Acid King
- Peter Lucas - basse (1993-1996), joue sur Acid King et Zoroaster
- Dan Southwick - basse (1996-1998), joue sur Down with the Crown
- Brian Hill - basse (1998-1999), joue sur Busse Woods
- Guy Pinhas - basse (1999-2005), joue sur Free... et III

## Discographie
- 1994 : Acid King (en)
- 1995 : Zoroaster
- 1997 : Down with the Crown (en)
- 1999 : Busse Woods (en)
- 2001 : Free... (en)
- 2005 : III (en)
- 2006 : The Early Years (en)
- 2015 : Middle of Nowhere, Center of Everywhere
- 2022 : Live at Roadburn 2011 (album live)
- 2023 : Beyond Vision